# 山东生产建设兵团
山东生产建设兵团，是1970年至1974年设于中国山东省的由军队管理的农垦组织。以下乡知识青年为主，包括现役军人、复转退军人、地方干部、农垦职工等群体组成。采取兵团-师-团-连建制，不常设营级。 

## 历史
1970年3月，山东省革命委员会、济南军区通知：经国务院、中央军委批准，组建中国人民解放军济南军区山东生产建设兵团，1970年4月25日济南军区山东生产建设兵团成立，兵团机关驻泰安。
1973年5月，中央工作会议决定各地生产建设兵团由大军区领导改为省级政府领导。1974年11月7日，济南军区山东生产建设兵团撤销。

## 组织结构
兵团由3个师、14个直属团、3个独立团、4个独立营、兵团教导队和兵团医院共26个单位组成。